# Loca (canción de Aleks Syntek)
"Loca" es una canción del cantautor mexicano Aleks Syntek, lanzada en agosto del año 2009. El tema es utilizado en el opening de la telenovela “Los exitosos Pérez”. 
El tema de Aleks Syntek subió rápidamente en las descargas en iTunes e Internet, aparentemente después de unas cuantas horas, el tema escaló rápidamente en lo más escuchado.

Este tema es el primer sencillo del álbum Métodos de placer instantáneo, el cual fue lanzado a principios de 2010. "Loca" es una canción de rock pop que expone algunas de la influencias musicales de su vida.
- Datos: Q5793035